# Taito Type X
EL Taito Type X es una placa arcade para máquinas recreativas lanzado por Taito Corporation en el 2004. EL Type X board tiene dos modelos de mayores capacidades si lo necesitan los desarrolladores, siendo el modelo Type X+ y el modelo Type X^2 placas con posibilidades gráficas más avanzadas. La placa Type X7 se usaba al principio en máquinas de pachinko en Japón. Entre los juegos que destacan son el King of Fighters XII, Samurai Shodown, BlazBlue y Street Fighter 4. Además, es una de las placas arcade en usar para una multicade.
Todas las placas arcade no necesariamente requería del servidor Taito NESYS, pero es requisito para usar NESiCAxLIVE, en donde los operadores descargan los juegos para así no reemplazar las máquinas. El servicio NESiCAxLIVE solo opera en Japón.

## Especificaciones

### Taito Type X
- Sistema Operativo: Windows XP Embedded
- CPU: Celeron 2.5 GHz, 400 MHz FSB (Mejorable a Celeron 2.8 GHz, 800 MHz FSB) o Pentium 4 2.0 GHz/2.4 GHz/2.6 GHz/2.8GHz/3.0 GHz HT a 800 MHz FSB)
- Chipset: Intel 865G
- RAM: DDR266 DIMM 256MB (Actualizable a DDR400 hasta 2GB)
- GPU: ATI Radeon 9600SE (128 MB) / 9600XT (128 MB) / X700PRO (256 MB), Bahia AGP 2.0/3.0 Soporte 1x/4x/8x
- Sonido: AC'97 Audio CODEC Archivado el 2 de septiembre de 2010 en Wayback Machine. Integrada - CODEC de audio de 6 Canales
- LAN: Integrada, 10/100 BASE-TX
- Entradas de audio: Micrófono (stereo pin-jack), line-in (stereo pin-jack)
- Salidas de audio: Line-out (stereo pin-jack), SPDI/F
- Almacenamiento: 2 canales Parallel ATA, 2 canales Serial ATA Soporta ROHs
- Media: Disco Duro 80 Gb IDE/SATA 7200 RPM
- Otros: 4 Puertos USB (3x 1.1 + 1x 2.0 compatible), 2 Puertos serie (1 canal JVS), 1 puerto paralelo, 2 PS/2 (teclado/ratón)

### Taito Type X²
- Sistema Operativo: Microsoft Windows XP Embedded SP2[1]
- CPU: Intel Core 2 Duo E6400／Pentium 4 651／Celeron D 352 (Hasta las últimas CPUs de 2 Core soportadas por el chipset)
- Chipset: Intel Q965 + ICH8
- Monitor: 720p/1080p/1440p HD LCD Monitor
- RAM: DDR2 667/800MHz (DDR2-667MHz 512MB/1GB o hasta 4GB DDR2-800MHz)
- GPU: ATI RADEON X1600Pro/X1300LE o nVIDIA GeForce 7900GS／7600GS／7300GS, hasta las últimas tarjetas gráficas (Radeon HD 3800 o Geforce 240 series) Soporta PCIe x16
- Sonido: Realtek HD Sound (Actualizable hasta las últimas tarjetas de sonido PCI/USB)
- LAN: 10/100/1000 BASE-T
- Almacenamiento: 2 Discos Duros de 80 GB 10.000 RPM SATA
- Entradas de audio: AKG C535EB Stage Microphone, line-in (Surround 7.1)
- Salidas de audio: 7.1, SPDI/FX
- Media: Disco Duro de 80 GB a 10000 rpm
- Bahias de expansión: 1 PCI Express x16(Usado por tarjeta de video), 1 PCI Express x4, 2 PCI
- Otros: 4 Puertos USB 2.0 (Hasta 8), 2 puertos paralelos, 2 PS/2(teclado/ratón), 1 puerto JVS

### Taito Type X² Satellite Terminal
Una variante de la Taito Type X² pero con soporte multiplayer.

### Taito Type X ZERO
- Sistema Operativo: Microsoft Windows 7 Embedded Standard
- CPU: Intel Atom 230 1.6 GHz (FSB de 533 MHz)
- Chipset: MCP7A-ION
- Monitor: 720p/1080p/1440p HD LCD Monitor
- RAM: 1GiB (DDR2 SDRAM), 2-4GiB opcional
- GPU: nVIDIA GeForce 9400M
- LAN: un solo puerto (10/100/1000 Mbps)
- Almacenamiento: Disco Duro de 250 GB a 1 TB o SSD de 16 GB
- Entradas de audio: AKG C535EB Stage Microphone, line-in (Surround 7.1)
- Salidas de audio: 5.1 (audio HD)
- Potencia: 100-240V AC
- Otros: 6 Puertos USB 2.0, 2 puertos paralelos, 2 PS/2(teclado/ratón), 1 puerto JVS

### Taito Type X³
- Sistema Operativo: Microsoft Windows XP Embedded SP3 (en placas de 32 bits) / Windows 7 Embedded Standard (en placas de 64 bits)
- CPU: Intel Core i3 2120, i5 2400 o i7 2600
- Chipset: Intel Q67 express
- Monitor: 720p/1080p/1440p HD LCD Monitor
- RAM: DDR3 de 2 a 16 GiB
- GPU: AMD RADEON HD 6770 o NVIDIA GeForce GTX560Ti
- Sonido: Realtek HD Sound (Actualizable hasta las últimas tarjetas de sonido PCI/USB)
- Red: 2 Gbps x 2 puertos
- Almacenamiento: HDD de 160 GB a 3 TB (2.5"), SSD de 16 GB
- Salidas de audio: 7.1, SPDI/FX
- Otros: 4 Puertos USB 2.0 (2 de ellos 3.0), 2 puertos paralelos, 1 puerto serie
- Potencia: 600W

### Taito Type X4
- Sistema Operativo: Microsoft Windows 7/8 Embedded Standard (solo 64 bits)
- CPU: Intel Core i5 4590
- RAM: DDR3 de 8 a 16 GiB
- GPU: NVIDIA GeForce GTX 960
- Almacenamiento: HDD de 3 TB

## Juegos de la Taito Type X
- Chaos Breaker (2004)
- Dinomax (2006)
- Datacarddass Dragon Ball Z (2005)
- Giga Wing Generations (2004)
- Harakari Professional Baseball (2005)
- Homura (2005)
- Raiden III (2005)
- Raiden IV (2006)
- Shikigami no Shiro III (2006)
- Spica Adventure (2005)
- Taisen Hot Gimmick 5 (2005)
- Taisen Hot Gimmick Party (2005)
- Tetris The Grand Master 3: Terror Instinct (2005)
- The King of Fighters '98 Ultimate Match (2008)
- Usagi -Wild Fight- Online (2005)
- Zoids Card Colosseum (2005)
- Zoids Infinity EX (2005)
- Zoids Infinity EX Plus (2006)

## Juegos de la Taito Type X+
- Battle Gear 4 (2005)
- Battle Gear 4 Tuned (2006)
- Half-Life 2: Survivor (2006)

## Juegos de la Taito Type X²
- Aquarian Age Alternative (2006)
- Battle Fantasia (2006)
- BlazBlue: Calamity Trigger (2008)
- Chase H.Q. 2 (2007)
- D1GP Professional Drift Game Arcade  (2007)
- Eternal Wheel (2007)
- KOF Maximum Impact Regulation A (2007)
- KOF Maximum Impact Regulation A 2 (Cancelado)
- Samurai Spirits Sen (2008)
- Street Fighter IV (2008)
- Super Street Fighter IV: Arcade Edition (2011)
- The King of Fighters XII (2008)
- Trouble Witches AC (2008)
- Shikigami no Shiro: Eternal Wheel (2008)
- Panic Museum (2009)
- Super Street Fighter IV Arcade Edition (2010)
- The King of Fighters XIII (2010)

## Juegos de la Taito Type X³
- Figure Heads Aces (2017)
- Gunslinger Stratos (2012)
- Gunslinger Stratos 2 (2014)
- Gunslinger Stratos 3 (2016)
- The King of Fighters XIV Arcade Ver. (2017)
- Lord of Vermilion III (2013)
- Lord of Vermilion III ArK-cell (2014)
- Lord of Vermilion III Chain-Gene (2015)
- Lord of Vermilion III Twin Lance (2014)
- Lord of Vermilion Re:3 (2015)
- Lord of Vermilion Re:3 Dear Servant (2016)
- Lord of Vermilion Re:3 Dear Servant -SAVIOUR OF THE 13 SWORDS- (2016)
- Ultra Street Fighter IV (2014)

## Actuales desarrolladores third-party
- Arc System Works
- Atlus
- Bandai Namco Entertainment
- Capcom
- Examu
- Takara Tomy
- Square Enix
- SNK